# فردوس المأمون
فردوس فهمي المأمون - مخزومي (1930 - 29 أغسطس 2016) صحفية وناشطة لبنانية.

## حياتها وعملها
ولدت في بيروت عام 1903. درست في كلية المقاصد الإسلامية للبنات في بيروت ونالت منها شهادة البكالوريا والفلسفة النهائية. ثم درست الصحافة في كلية المصر للصحافة ونالت الإجازة الصحفية عام 1956. ثم عملت في عدة صحف ومجلات؛ منهم: الهدف والشرق والسياسة وبيروت المساء والجريدة والاوريان والجمهور الجديد. أصدرت فردوس المأمون في عام 1964 مجلة الفردوس وكانت هي مجلة أسبوعية نسائية أدبية - علمية - اجتماعية - غير سياسية. استمرت حتى عام 1969 وهو العام الذي تحولت فيه إلى الرياضة. وأيضا أسست داراً للطباعة والنشر والتوزيع. 

عملت في قسم الأخبار في الإذاعة اللبنانية عام 1975 وبقيت فيها خمسة عشر عاماً. قدمت برامج عدة عن الحالة الاجتماعية والتعليمية والأدبية خصوصا عن تاريخ المرأة اللبنانية والعربية.

كانت عضوة في:
نقابة الصحافة
الهيئة الإدارية في المركز الثقافي الإسلامي
الهيئة الإدارية في اللجنة النسائية في صندوق الزكاة في دار الفتوى
الهيئة الإدارية لإتحاد الجامعيات اللبنانيات
الهيئة الإدارية في ندوة الدراسات الإنمائية

### نشاطها اجتماعي
عملت طويلا في الجمعيات النسائية، منها:
- أمينة سر جمعية المؤاساة الخيرية
- أمينة العلاقات الخارجية والإعلامية في المركز الثقافي الإسلامي
- نائبة رئيسة اتحاد الجامعيات اللبنانية
- رئيسة فرع الإنماء العربي في نـدوة الدراسات الإنمائية
- عضو في الدائرة النسائية لصندوق الزكاة التابع لدار الفتوى في بيروت.

وشاركت في العديد من المؤتمرات اللبنانية والعربية التي اهتمت بأمور المرأة. ساهمت في وضع كتاب المرأة العربية في عيد عام المرأة سنة 2000.

## وصلات خارجية
- «فردوس المأمون صوت ذو ثقافة»، معن بشور